# Tragocephala angolensis
Tragocephala angolensis är en skalbaggsart som beskrevs av Aurivillius 1916. Tragocephala angolensis ingår i släktet Tragocephala och familjen långhorningar.
Artens utbredningsområde är Angola. Inga underarter finns listade i Catalogue of Life.